# On partira (chanson)
Pour les articles homonymes, voir On partira (album).
Singles de Frédéric Lerner,
Si tu m'entends
(2000) Cybelia
(2002)
Pistes de On partira
La règle du je Doucement dors
On partira est le deuxième single de Frédéric Lerner, sorti en novembre 2001, classé à la 56e place du classement des singles en France.
Réalisé par Xavier Gens, un clip a été tourné en juillet 2001 pour l'une des deux chansons, pendant les FrancoFolies de Montréal.

## Liste des titres
| No | Titre      | Paroles         | Musique                             | Durée |
| -- | ---------- | --------------- | ----------------------------------- | ----- |
| 1. | On partira | Frédéric Lerner | Laurent Alvarez, Frédéric Lerner    | 4:08  |
| 2. | Tu manques | Frédéric Lerner | Jean-Claude Hadida, Frédéric Lerner | 3:41  |

## Crédits
On partira
- Réalisé par Christophe Voisin et Volodia
- Basse - Laurent Vernerey
- Batterie - Christophe Deschamps
- Chœurs - Frédéric Lerner et Volodia
- Claviers et programmation - Christophe Voisin
- Guitare - Olivier Marly
- Enregistré et mixé au Studio Plus XXX, Paris
- Enregistré par Volodia
  - Assistants - Yann Arnaud et Sylvain Carpentier
- Mixé par Volodia
  - Assistant - Sylvain Carpentier

Tu manques
- Réalisé par Yvan Cassar
- Cordes - Orchestre Philharmonique de Paris
- Direction des cordes et piano - Yvan Cassar
- Enregistré et mixé au Studio Méga, Suresnes
- Enregistré par François Delabrière
  - Assistant - Stéphane Reichart
- Mixé par François Delabrière
  - Assistant - Xavier
- Design - FKGB
- Photographie - Michel Marizy

## Classement
| Classement (2001) | Meilleure position |
| ----------------- | ------------------ |
| France (SNEP)     | 56e                |